# Hydrocotyle steyermarkii
Hydrocotyle steyermarkii là một loài thực vật có hoa trong Họ Cuồng. Loài này được Mathias & Constance mô tả khoa học đầu tiên năm 1951.